# Instytut Matematyki Uniwersytetu Jagiellońskiego

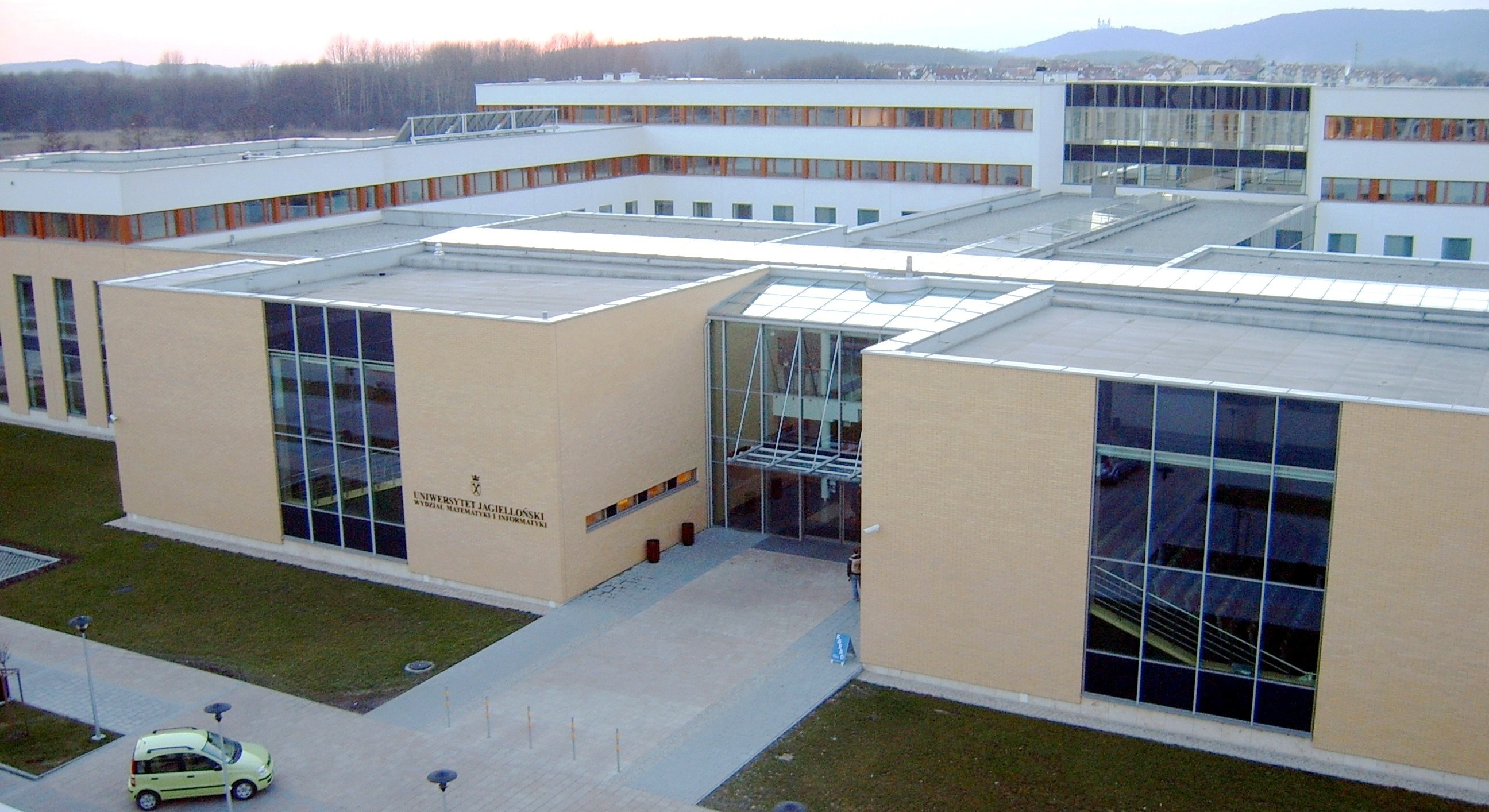
Instytut Matematyki UJ (budynek Wydziału Matematyki i Informatyki UJ)

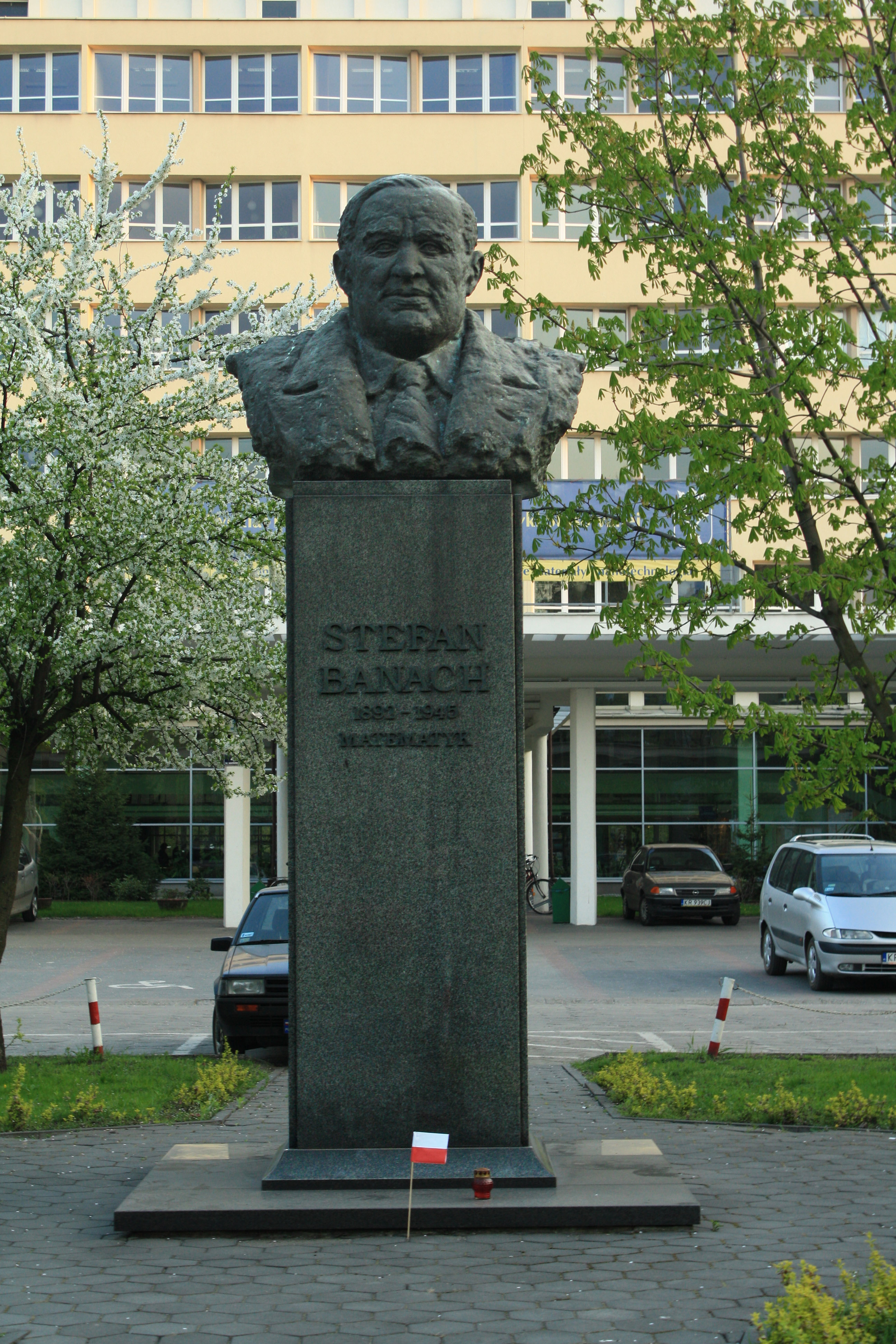
Pomnik Stefana Banacha przed budynkiem przy ul. Reymonta 4 w Krakowie, gdzie mieścił się Instytut Matematyki UJ w latach 1968-2008

Instytut Matematyki Uniwersytetu Jagiellońskiego w Krakowie 
jest jednym z trzech instytutów 
Wydziału Matematyki i Informatyki UJ.

## Struktura organizacyjna
Źródło: strona internetowa Instytutu Matematyki UJ
- Katedra Algebry i Teorii Reprezentacji
- Katedra Analizy Funkcjonalnej
- Katedra Analizy Matematycznej
- Katedra Geometrii
- Katedra Geometrii Algebraicznej i Teorii Liczb
- Katedra Matematyki Finansowej
- Katedra Matematyki Stosowanej
- Katedra Równań Różniczkowych
- Katedra Teorii Aproksymacji
- Katedra Teorii Osobliwości
- Pracownia Historii Matematyki

## Władze
- Dyrektor: prof. dr hab. Klaudiusz Wójcik
- Zastępca Dyrektora ds. dydaktycznych: dr hab. Marcin Dumnicki
- Pełnomocnik Dziekana ds. naukowych Instytutu Matematyki: dr hab. Michał Wojtylak

## Dyrektorzy Instytutu Matematyki UJ
| Dyrektor           | Lata pełnienia funkcji |
| ------------------ | ---------------------- |
| Jacek Szarski      | 1967–1977              |
| Józef Siciak       | 1977–1981              |
| Andrzej Pelczar    | 1981–1984              |
| Bolesław Szafirski | 1984–1987              |
| Andrzej Pelczar    | 1987–1990              |
| Marek Jarnicki     | 1990–1996              |
| Ludwik Drużkowski  | 1996–1999              |
| Marek Jarnicki     | 1999–2003              |
| Roman Srzednicki   | 2003–2008              |
| Armen Edigarian    | 2008–2011              |
| Zbigniew Błocki    | 2011–2012              |
| Jerzy Ombach       | 2012–2020              |
| Klaudiusz Wójcik   | 2020 – obecnie         |

| Zastępca dyrektora ds. ogólnych | Lata pełnienia funkcji |
| ------------------------------- | ---------------------- |
| Bolesław Szafirski              | 1981–1984              |
| Tadeusz Winiarski               | 1984–1990              |
| Piotr Jakóbczak                 | 1990–1993              |
| Krzysztof Deszyński             | 1993–1996              |
| Kamil Rusek                     | 1996–1999              |
| Roman Srzednicki                | 1999–2003              |
| Jerzy Ombach                    | 2003–2008              |
| Zbigniew Błocki                 | 2008–2011              |
| Halszka Tutaj-Gasińska          | 2011–2020              |

| Zastępca dyrektora ds. dydaktycznych / dydaktyczno-wychowawczych) | Lata pełnienia funkcji |
| ----------------------------------------------------------------- | ---------------------- |
| Witold Kleiner                                                    | 1967–1977              |
| Andrzej Zajtz                                                     | 1977–1981              |
| Bohdan Grell                                                      | 1981–1984              |
| Marek Jarnicki                                                    | 1984–1990              |
| Kamil Rusek                                                       | 1990–1993              |
| Piotr Tworzewski                                                  | 1993–1999              |
| Krzysztof Ciesielski                                              | 1999–2008              |
| Klaudiusz Wójcik                                                  | 2008–2012              |
| Jerzy Szczepański                                                 | 2012–2020              |
| Marcin Dumnicki                                                   | 2020 – obecnie         |

## Adres
Instytut Matematyki UJ
ul. Łojasiewicza 6
30-348 Kraków